# Alpe Adria Cup
Alpe Adria Cup je natjecanje muških košarkaških klubova iz područja regije Alpe-Jadran (Alpe Adria), odnosno država srednje Europe.

## O ligi
Natjecanje je osnovano 2015. godine uz odobrenje FIBA-e, kako bi se manjim klubovima omogućili međunarodni susreti i povećan broj utakmica. U prvoj sezoni sudjeluje osam klubova iz Austrije, Hrvatske, Slovačke i Slovenije.

## Sudionici

### Sezona 2016./17.
- Arkadia Traiskirchen Lions, Traiskirchen
- ece bulls Kapfenberg, Kapfenberg
- Klosterneuburg Dukes, Klosterneuburg
- ARMEX Děčín, Děčín
- Kvarner 2010, Rijeka  (odustali)
- Vrijednosnice Osijek, Osijek
- Zabok, Zabok
- Levicki Patrioti, Levice
- MBK Rieker COM-therm, Komárno
- Helios Suns, Domžale
- Primorska, Kopar
- Rogaška, Rogaška Slatina
- Šentjur Tajfun, Šentjur
- Zlatorog Laško, Laško

### Bivši sudionici
- Zagreb, Zagreb
- Prievidza, Prievidza

## Završnice Alpe Adria Cupa
| sezona    | mjesto, dvorana                                 | pobjednik                    | rezultat     | poraženi            |
| --------- | ----------------------------------------------- | ---------------------------- | ------------ | ------------------- |
| 2015./16. | Domžale, Hala Komunalnega centra                | Helios Suns Domžale          | 66:63        | Zlatorog Laško      |
| 2016./17. | Komárno, Sportova hala Domžale, Sportna dvorana | MBK Rieker COM-therm Komárno | 97:72, 63:67 | Helios Suns Domžale |

## Poveznice
- Službena stranica
- ABA liga
- Balkanska liga